# Совет Новой Гвинеи
Совет Новой Гвинеи (нидерл. Nieuw-Guinea Raad) — однопалатный представительный орган, образованный в голландской колонии Новая Гвинея в 1961 году. Совет был открыт 5 апреля 1961 года в составе 28 членов, 16 из которых были избраны на выборах, состоявшихся в январе 1961 года.

## Деятельность
Совету было предложено внести свои пожелания о самоопределении колонии в течение года. В ходе чрезвычайной сессии совет подготовил национальный манифест и символы, включая флаг утренняя звезда, для новой национальной идентичности, известной как «Западное Папуа».
С 1 октября 1962 года по 1 мая 1963 года Совет Новой Гвинеи передаёт всю полноту власти от Нидерландов к Организации Объединённых Наций для контроля подготовки передачи острова Индонезии.

## Должностные лица Совета и состав

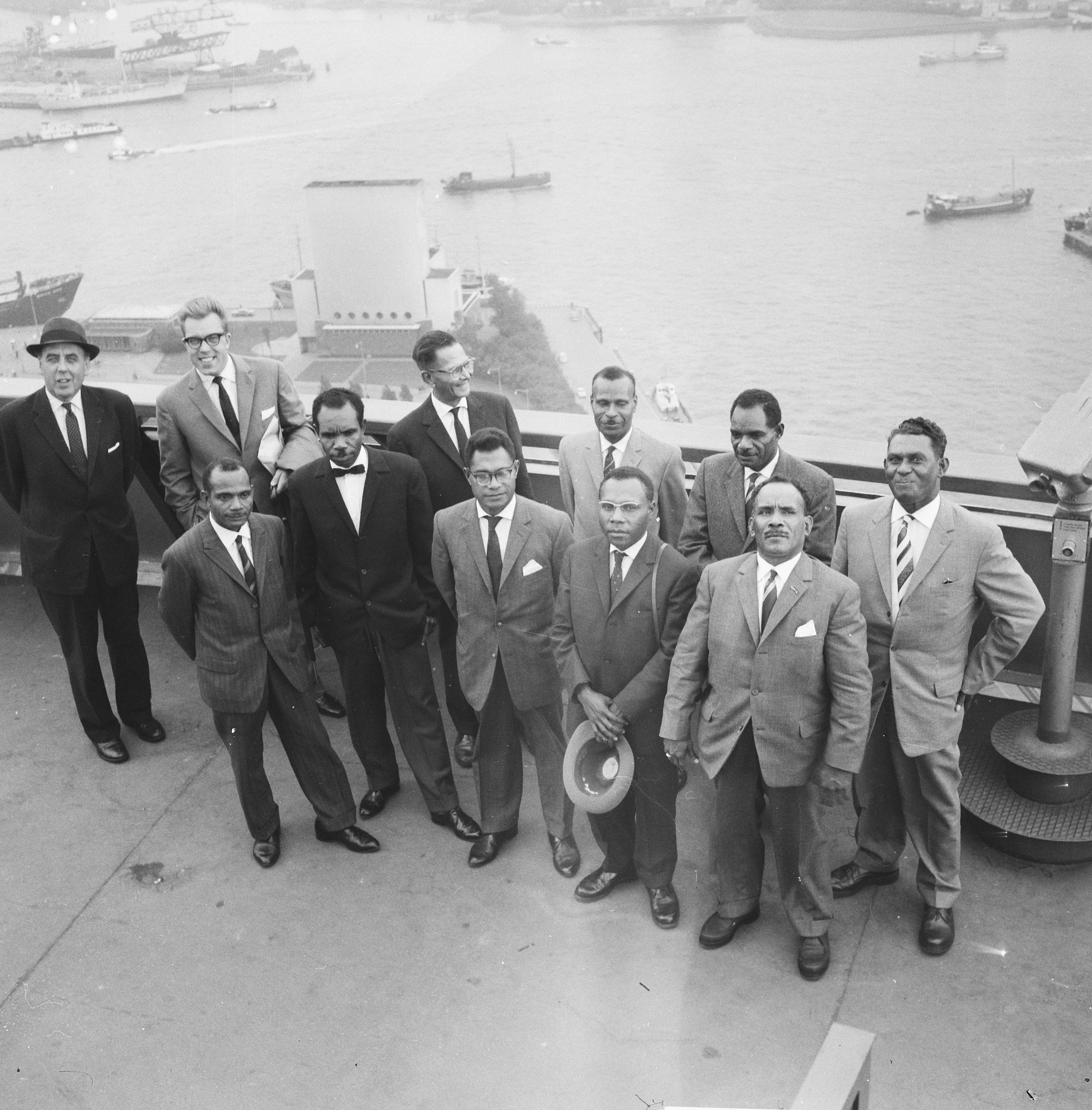
Делегация Совета Новой Гвинеи на Евромасте (1961)

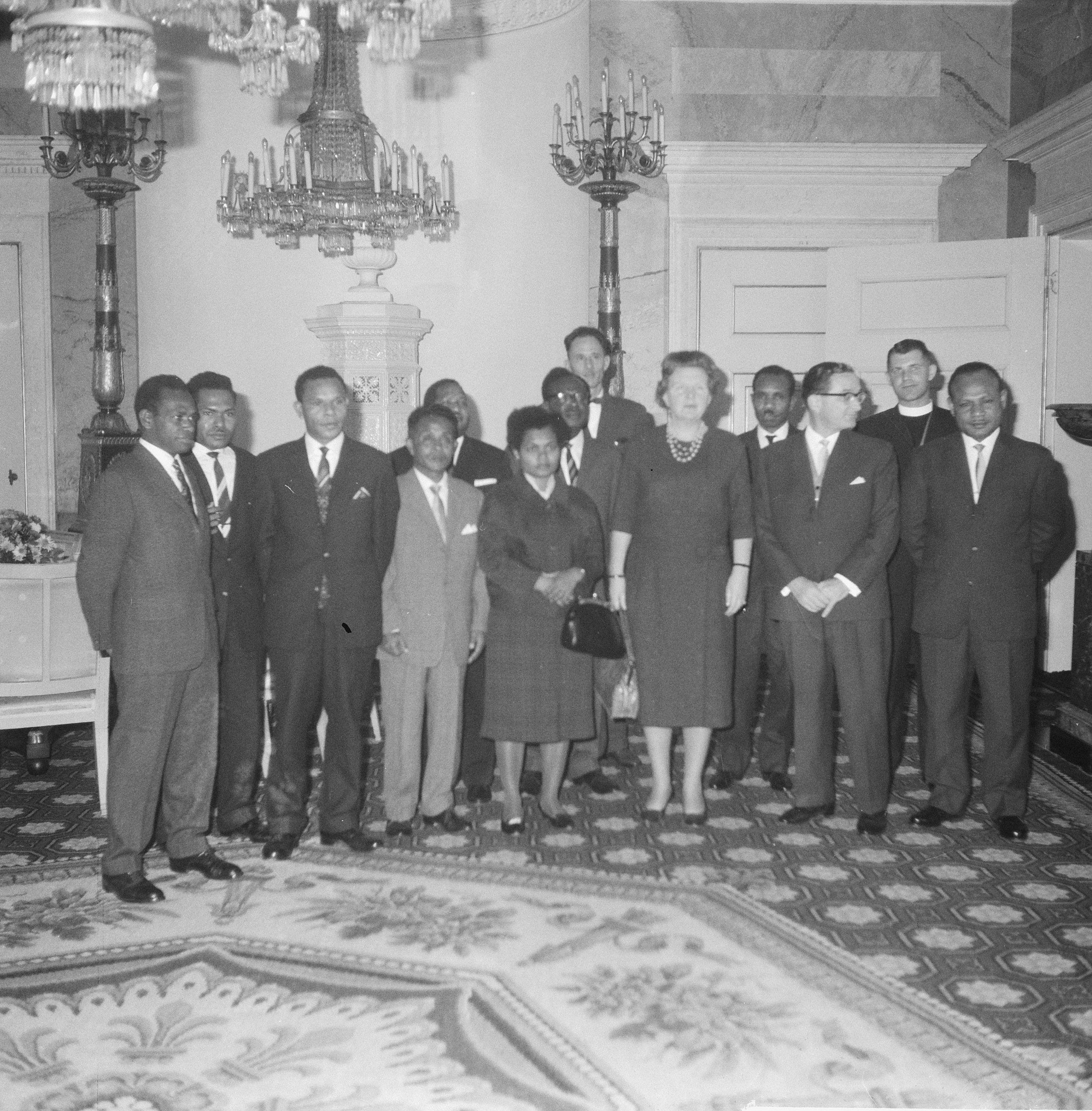
Делегация с королевой Юлианой во дворце Соестдейк (1961)

Ф. Х. Соллевейн-Гелпке был председателем Совета, а Й. Трау был секретарём Совета Новой Гвинеи.
Основной состав:
- А. С. Оним
- Й. O. де Рейке
- М. С. Кайсиепо (2-й вице-президент, избран от островов Схоутен)
- Валаб
- Ахмад
- Деда
- Гобай
- Х. Ф. Госевиш
- М. Сувае
- Н. С. М. Танггхама
- Х. Вомсивор
- А. К. Гебсе
- Ф. Поана
- С. Арфан
- Б. Мофу
- Д. Бурвос
- Л. Й. ван де Берг
- В. П. С. Матиберг
- А. Самкакай
- ван Зеланд
- Ф. Торей
- В. Киривайб
- Н. Жуу (заместитель председателя)
- С. Раманди
- Й. Месет
- Ф. К. Камма
- Е. Ю. Боней
- Д. Токоро-Ханасбей

## Здание Совета
Здание Совета было построено в Холландии с 1960 по 1961 год и использовалось до упразднения совета в 1962 году.